# ZLinux
De term zLinux wordt gebruikt voor versies van het besturingssysteem Linux die gecompileerd zijn om op een mainframe van IBM te werken. Andere namen voor zLinux zijn onder andere Linux/390, Linux op een z9 Systeem en z/Linux.
Het porten van Linux naar mainframes van IBM begon in 1998 met een project gelieerd aan het Marist College in Poughkeepsie. Aan dit project deden ook werknemers van IBM mee in hun eigen tijd. De bedoeling van het project was de kernel van Linux en de belangrijke ontwikkeltools zoals gcc en binutils aan te passen voor mainframes. Onverwacht maakte IBM in december 1999 echter bekend dat het zelf de noodzakelijke aanpassingen aan de kernel en de ontwikkeltools had gedaan en de patches beschikbaar stelde. Sommige van deze Linux-patches voor de zSerie kwamen aanvankelijk uit zonder broncode, maar zLinux is tegenwoordig volledig open source via de GNU General Public License.

## Werking
Linux werkt als een normaal besturingssysteem, niet als een emulator. De gemakkelijkste Linuxconfiguratie draait dan direct op de hardware (bare metal) en heeft de mogelijkheid om het hele mainframe in te nemen. Deze configuratie is ongewoon en economisch niet zinvol: IBM Systeem Z-servers kunnen juist ongebalanceerde werkverdelingen aan, waarbij meerdere instanties van verschillende besturingssystemen op dezelfde machine draaien door middel van virtualisatie. Dit gebeurt hetzij door het verdelen van een machine in maximaal 60 logische delen (LPAR's), waarbij ieder deel een virtuele machine is met een eigen besturingssysteem, hetzij door het gebruik van z/VM, een mainframebesturingssysteem dat de schakel vormt tussen de hardware en de verschillende erop draaiende systemen, onder meer door virtuele machines te leveren en beheren. Op deze manier kan men honderden (en in principe zelfs tienduizenden) instanties van Linux op een enkele machine draaien.

## Hardware
De hardware voor zLinux wordt meestal een IFL (Integrated Facility for Linux) genoemd. Het is een mainframe die gemaakt is om linux te draaien, zowel gewoon als zonder z/VM. Een IFL is goedkoper dan een CP (Centrale Processor), en laat tevens zLinux sneller werken. De microcode die men gebruikt is het enige verschil met andere zSeries-processoren. zLinux is beschikbaar in een 32 bit- en een 64 bit-versie. De 64 bitversie is populairder omdat de ESA/390-structuur ervoor zorgt dat de 64 bitversie ook 32 bitapplicaties ondersteund. De kernel (Linux 2.6.x) zorgt voor een mainframesupport, zoals ESCON, FICON en SCI-opslagapparaten.

## Ondersteuning
Zoals de meeste Linuxversies valt zLinux onder de GPL opensourcelicentie. De complete broncode is beschikbaar via verscheidene community's. Het voornaamste bedrijf dat zLinux produceert is IBM, maar dit is niet de enige speler op de markt. Commerciële Linuxverkopers als Novell en Red Hat geven ondersteuning. Standaard-zLinuxsoftwarepakketten zijn voorgecompileerd, met als voorbeelden WebSphere, DB2/Oracle-databases, SAP R/3 en IBM's Java Developer's Kit (JDK).